# Javier Grajeda
Javier Grajeda est un acteur américain né le 6 janvier 1956 à Los Angeles en Californie.

## Filmographie

### Cinéma
- 1981 : Coup de cœur
- 1983 : À bout de souffle, made in USA : le bras-droit de Boudreaux
- 1984 : Une défense canon : Fredie Gomez
- 1985 : Get Out of My Room
- 1988 : Paramedics : Bennie
- 1988 : Oliver et Compagnie : voix additionnelles
- 1989 : The Jigsaw Murders : Détective Martinez
- 1990 : La Fièvre d'aimer : voix additionnelles
- 1993 : Le Double maléfique : voix additionnelles
- 1993 : Dreamrider : Dr Frank Reade
- 1996 : The Disappearance of Garcia Lorca : Juan
- 2002 : Vampires 2 : Adieu vampires : Brody
- 2005 : Come as You Are : Alex
- 2011 : La Défense Lincoln : Bailiff Reynaldo
- 2011 : Rhum express : le juge

### Télévision
- 1983 : L'Homme qui tombe à pic : le mécanicien (1 épisode)
- 1983 : L'Agence tous risques : Roberto (1 épisode)
- 1983 : K 2000 : Ramon (1 épisode)
- 1984 : Le Juge et le Pilote : un policier (1 épisode)
- 1984 : Jessie : Junior Gomez (1 épisode)
- 1984 : Automan (1 épisode)
- 1984 : Mike Hammer : Knifer (1 épisode)
- 1984 : Supercopter : Coogan et Diaz (2 épisodes)
- 1985 : Espion modèle : Détective Julio Escobar (1 épisode)
- 1985 : Simon et Simon : un sergent (1 épisode)
- 1986 : Arabesque : un ambulancier (1 épisode)
- 1986 : Combattants du feu : Lopez
- 1990 : Vic Daniels, flic à Los Angeles : Rico Gomez (1 épisode)
- 1991 : Generations : Sydney (1 épisode)
- 1991 : Gabriel Bird : Détective Jorge (1 épisode)
- 1996 : Murder One : un latino (1 épisode)
- 1996 : New York Police Blues : un barman (1 épisode)
- 1997 : Cracker : Mike Bravo (1 épisode)
- 1998 : Brooklyn South : Officier Casillas (2 épisodes)
- 1998 : La Proie du collectionneur : un député
- 1998-1999 : JAG : Détective Warren et Capitaine Tom Herrera (2 épisodes)
- 1998-2003 : V.I.P. : Détective Grispy (17 épisodes)
- 1999 : X-Files : Aux frontières du réel : un sergent (1 épisode)
- 1999 : Batman, la relève : un garde (2 épisodes)
- 2000 : Les Médiums : Dr Wallace (1 épisode)
- 2000-2013 : Des jours et des vies : Dr Sanchez et Benny Benietz (4 épisodes)
- 2001 : Star Trek: Voyager : Carl (1 épisode)
- 2001 : The Zeta Project : Mendes (1 épisode)
- 2001 : Associées pour la loi : le livreur de sushis (1 épisode)
- 2001 : Division d'élite : M. Garcia (1 épisode)
- 2001 : Les Feux de l'amour : Juge Alejandro Rubio (1 épisode)
- 2001-2005 : Malcolm : un anesthésiste, un homme et Jack (3 épisodes)
- 2002 : Preuve à l'appui : Louis Vega (1 épisode)
- 2003 : Dragnet : Détective Mayberg (2 épisodes)
- 2003 : Alias : le superviseur du FEMA (1 épisode)
- 2004 : La Ligue des justiciers : Thanagarian Sentry (1 épisode)
- 2005-2012 : Les Experts : Miami : Dr Purwin et un correcteur (2 épisodes)
- 2006 : Standoff : Les Négociateurs : le copilote de l'Airbus (1 épisode)
- 2006 : Grey's Anatomy : Jeffrey Hernandez (1 épisode)
- 2007 : The Nine : 52 heures en enfer : Rivera (1 épisode)
- 2008 : Terminator : Les Chroniques de Sarah Connor : un détective (1 épisode)
- 2010-2011 : Breaking Bad : Juan Bolsa (3 épisodes)
- 2011 : La Rançon d'une vie : Barker
- 2012 : NCIS : Enquêtes spéciales : Dr Kelly Whelan (1 épisode)
- 2014 : Mind Games : Mark Andrews (1 épisode)
- 2015 : Halt and Catch Fire : Ellis Mortimer (1 épisode)
- 2017-2022 : Better Call Saul : Juan Bolsa (11 épisodes)

### Jeu vidéo
- 1997 : Blade Runner : Gaff
- 2003 : Lionheart
- 2003 : Lionheart: Legacy of the Crusader
- 2016 : Uncharted 4: A Thief's End : voix additionnelles